# Archiv für Religionsgeschichte
Das Archiv für Religionsgeschichte (ARG) ist eine wissenschaftliche Fachzeitschrift auf dem Gebiet der Religionswissenschaften, besonders der Religionsgeschichte.
Die Zeitschrift Archiv für Religionsgeschichte wurde 1999 begründet. Sie sieht sich in der direkten Tradition der von 1898 bis 1943 erschienenen Zeitschrift Archiv für Religionswissenschaft. Ihre Herausgeber sind Jan Assmann, Fritz Graf, Tonio Hölscher, Ludwig Koenen und John Scheid. Zum Herausgeberbeirat gehören Mary Beard, Philippe Borgeaud, David Frankfurter, Christiano Grottanelli, Albert Henrichs, Alexander Knysh, François Lissarrague, Charles Malamoud, Stefan Maul und Michel Tardieu sowie zu Beginn Shaul Shaked und Guy Stroumsa.
Jährlich erscheinen zwei Hefte, die zusammen einen Band bilden. Die ersten sechs Bände erschienen 1999 bis 2004 im Verlag B. G. Teubner. Nachdem der Verlag sein geisteswissenschaftliches Programm eingestellt hatte, wechselte das ARG − wie die anderen Zeitschriften − zum Verlag K.G. Saur, der im Jahr 2006 vom Verlag Walter de Gruyter übernommen wurde. Die Zeitschrift hat, obwohl in Deutschland erscheinend und vor allem von deutschen Herausgebern repräsentiert, einen internationalen Charakter. Publikationssprachen sind alle gängigen Wissenschaftssprachen, vor allem Deutsch, Englisch, Französisch, Italienisch und Spanisch. Schon im ersten Heft wurde diese Ausrichtung ersichtlich, als von den sieben Aufsätzen vier in französischer Sprache und je einer auf Deutsch, Italienisch und Spanisch war. Neben größeren Aufsätzen gibt es auch kleinere Mitteilungen. Ab dem zweiten Band erscheinen auch Forschungsberichte zu speziellen Themen, die in regelmäßigen Abständen über die Forschungen in einzelnen Teilbereichen der Religionsgeschichte berichten.
In der Zeitschrift werden vor allem Beiträge zu den Vor- und Außerchristlichen Religionen der Mittelmeerwelt, Vorderasiens und des Indoiranischen Raumes, vereinzelt auch anderer Regionen der Welt veröffentlicht. In jedem Heft wird ein thematischer Schwerpunkt gesetzt, der dann von verschiedenen Autoren und von Standpunkten betrachtet wird: So im ersten Heft als Beispiel das Thema Menschenopfer.
„Das Thema der Religionsgeschichte entfaltet sich unter Betonung des historischen Standpunktes aus der Sicht der Philologie, Geschichtswissenschaft, Archäologie, Ikonologie und historischer Anthropologie. Vorlage und Interpretation der Dokumente sind neben einzelnen Referaten die Grundlage des Archivs.“ Allerdings ist der Ansatz des ARG den Blickwinkel weniger auf die Philologie zu legen, wie es bislang meist üblich ist, sondern anderen Wissenschaftsbereichen wie der Ikonographie einen größeren Raum einzuordnen.